# Edwin Brienen
Edwin Brienen (Alkmaar, 15 giugno 1971) è un regista, sceneggiatore, attore e produttore cinematografico olandese. La stampa tedesca spesso ne parla come "il Fassbinder Olandese" per la frequenza con cui produce film e lo stile.

## Biografia
Dopo aver studiato filosofia e psicologia, Edwin Brienen ha iniziato a 22 anni a condurre dei programmi in radio. I suoi programmi per la VPRO, società radiotelevisiva olandese, gli diedero un seguito su scala nazionale. In televisione ha preso parte alla serie Ultra Vista! ed ha diretto gli show Buch, Burgers & Buitenlui e Hoe Hoort het Eigenlijk? con Theo van Gogh (regista). Nel 2001 ha scritto, diretto e montato il suo film di debutto Terrorama!, nel film un gruppo di ragazzi in cerca di 'libertà psicologica' commettono un atto di terrorismo. Un anno dopo Brienen torna all VPRO e nel settembre 2001 crea una serie riguardo alla scena underground newyorkese.
Il suo quarto film Both Ends Burning viene presentato al "Brienen Festival" in 14 sale nel gennaio del 2005.
Lo stesso anno l'emittente televisiva franco-tedesca Arte manda in onda un documentario riguardo a Brienen in cui paragonano il suo lavoro e l'intensità con Arancia meccanica di Stanley Kubrick. Last Performance (2006) e Revision - Apocalypse II (2009) sono presentati al Dutch Film Festival a Utrecht. Nel 2008 Brienen lavora con l'attore austriaco Erwin Leder, famoso per il classico del 1981 U-Boot 96 e diretto da Wolfgang Petersen. Il risultato si chiama L'amour toujour e Leder impersona un regista ossessionato che somiglia un po' a Brienen. Nel 2009 e nel 2011 vengono pubblicati due film in tedesco: Viva Europa! riguardante la rivoluzione del 1989 e Lena Wants to Know Once and For All, una commedia melancolica sulla ricerca dell'amore.
Nel 2012 in Svizzera al Lausanne Film and Music Festival viene presentata una retrospettiva dei suoi film e la première mondiale di Exploitation. Nel dicembre 2016 esce nei cinema tedeschi il suo nuovo film God, ispirato liberamente alla vicenda della compagna di Edward Snowden, e interpretato da Eva Dorrepaal, protagonista di molti suoi lavori, e dal regista italiano Umberto Baccolo. 
Ha anche diretto molti videoclip, in particolare due per il famoso cantante tedesco Rummelsnuff, nel 2007 e nel 2011. Torna alla regia nel 2020, dopo 4 anni di inattività, con un videoclip per l'emergente Bleedingblackwood.

## Filmografia

### Regista
- Terrorama! (2001)
- Antifilm (2002)
- Berlin Nights Grand Delusions (Lebenspornografie) (2003)
- Both Ends Burning (2004)
- Why Ulli Wanted to Kill Himself on Christmas Eve (2005)
- Last Performance (2006)
- Hysteria (2006)
- I'd Like to Die a Thousand Times (2007)
- L'amour toujours (2008)
- Viva Europa! (2009)
- Phantom Party (2009)
- Revision - Apocalypse II (2010)
- Lena Wants to Know Once and For All (2011)
- Exploitation (2012)
- God (2016)